# RUNX2
La proteína RUNX2, también denominada CBFA1, es un factor de transcripción clave asociado con la diferenciación de los osteoblastos, codificada en humanos por el gen runx2. RUNX2 pertenece a la familia de factores de transcripción RUNX y tiene un dominio Runt de unión a ADN. Es esencial en la diferenciación osteoblástica y en la morfogénesis del esqueleto, y actúa como una proteína estructural para los ácidos nucleicos y factores reguladores implicados en la expresión génica relacionada con el esqueleto. Esta proteína puede unir al ADN tanto en forma de monómero como formando parte de un complejo heteromérico, en este último caso, con mayor afinidad. Se han descrito diversas variantes transcripcionales del gen runx2 que codifican diferentes isoformas de la proteína, gracias al uso de promotores alternativos y del splicing alternativo.

## Patología
Mutaciones del gen runx2 han sido asociadas con la enfermedad disostosis cleidocraneal. 

## Interacciones
La proteína RUNX1 ha demostrado ser capaz de interaccionar con:
- STUB1[3]
- MYST4[4] HDAC3,[5]
- c-Jun[6][7]
- SMAD3[8][9]
- SMAD1[8][9]
- c-Fos[6][7]